# 1956 na música

## Eventos
- 27 de Janeiro - Elvis Presley lança o single Heartbreak hotel, seu primeiro sucesso.
- 10 de Março - Estreia de Oiseaux exotiques, de Olivier Messiaen.
- 24 de Maio - Começa em Lugano, Suíça, o primeiro Festival Eurovisão da Canção.
- 29 de Maio - Modern psalm, obra inacabada de Arnold Schönberg, estreia em Colônia.
- 30 de Maio - Estreia em Colônia, Alemanha, Gesang der Jünglinge, de Karlheinz Stockhausen.
- 6 de Abril - Cauby Peixoto grava pela primeira vez o seu maior sucesso "Conceição", que resultaria no re-lançamento do disco inteiro em 1959 só pelo sucesso da penúltima faixa do LP: "Você, A Música & Cauby".
- 26 de Junho - Um acidente de carro mata o trompetista Clifford Brown.
- 6 de Julho - Dick Clark apresenta o American Bandstar pela primeira vez.
- 9 de Setembro- Elvis Presley aparece no The Ed Sullivan Show.
- 5 de Novembro - Nat King Cole estreia seu programa na TV, o Nat King Cole Show.
- 4 de Dezembro - Elvis Presley, Carl Perkins, Jerry Lee Lewis e Johnny Cash gravam juntos na Sun Records de Memphis, Tennessee. As sessões foram posteriormente realizadas com o nome de "The Million Dollar Quartet" (O quarteto de um milhão de dólares).
- 10 de Dezembro - Maysa Matarazzo lança seu primeiro disco que se chama ´´convite para ouvir Maysa vol.1´´
- 12 de Dezembro - É fundado o Coro Misto da Universidade de Coimbra.
- Começa a carreira profissional de Gene Vincent.
- Começa a carreira profissional de Bobby Darin.
- Começa a carreira profissional de Dalida.
- Começa a carreira profissional dos Everly Brothers.

## Álbuns realizados
- Day by Day - Doris Day
- Dinner Music For People Who Aren't Very Hungry - Spike Jones
- Ella and Louis - Ella Fitzgerald & Louis Armstrong
- Ella Fitzgerald Sings the Cole Porter Songbook - Ella Fitzgerald
- Ella Fitzgerald Sings the Rodgers & Hart Songbook - Ella Fitzgerald
- Elvis - Elvis Presley
- Elvis Presley - Elvis Presley
- Frank Sinatra Conducts Tone Poems of Color - Frank Sinatra
- Frankie Laine & The Four Lads - Frankie Laine
- Você, a música & Cauby - Cauby Peixoto
- High Society - Frank Sinatra, Bing Crosby, Louis Armstrong & Celeste Holm
- Holding Hands At Midnight - Dinah Shore
- Howdy! - Pat Boone
- Latin Kick - Cal Tjader
- Love Songs Sung - Dinah Shore
- Lullaby Time - Bing Crosby
- New Jazz Conceptions - Bill Evans
- Pat Boone - Pat Boone
- Rock and Roll Stage Show - Bill Haley & His Comets
- Rock Around the Clock - Bill Haley & His Comets
- Shillelaghs And Shamrocks - Bing Crosby
- Songs for Swingin' Lovers! - Frank Sinatra
- This Is Sinatra - Frank Sinatra
- Two For Tonight - Bing Crosby

## Músicas populares compostas
- "A voz do morro" - Zé Keti
- "Iracema" - Adoniran Barbosa
- "Maracangalha"- Dorival Caymmi
- "Meus tempos de criança" - Ataulfo Alves
- "Mulata assanhada" - Ataulfo Alves
- "Foi a noite" - Tom Jobim e Newton Mendonça
- "Vermelho 27" - Herivelto Martins e David Nasser
- "Só louco" - Dorival Caymmi
- "Quem sabe, sabe" - Carvalhinho e Joel de Almeida
- "Meu vício é você" - Adelino Moreira
- "Prece" - Vadico e Marino Pinto
- "Conceição" - Dunga e Jair Amorim

## Música erudita
- Mario Davidovsky
  - Três peças para quarteto de madeiras
  - Noneto
- Bruno Maderna - Notturno
- Luigi Nono - Il Canto Sospeso
- Francis Poulenc - Dernier poème
- Roger Sessions - Concerto para Piano
- Dmitri Shostakovich - Quarteto de Cordas No. 6, op. 101
- Karlheinz Stockhausen - Klavierstück XI
- Toru Takemitsu - Vocalism A·I
- Heitor Villa-Lobos - Emperor Jones
- William Walton - Concerto para Violoncelo
- Mieczysław Weinberg - Sonata para Piano No. 5, op. 58
- Iannis Xenakis - Pithoprakta

## Musicais
- High Society, estrelando Bing Crosby, Frank Sinatra, Grace Kelly e Celeste Holm
- The King and I, estrelando Deborah Kerr e Yul Brynner

## Nascimentos
| Data            | Nome                | Profissão                                                  | Nacionalidade  | Observações | Ref |
| --------------- | ------------------- | ---------------------------------------------------------- | -------------- | ----------- | --- |
| 4 de janeiro    | Bernard Sumner      | guitarrista                                                | Estados Unidos |             |     |
| 31 de Janeiro   | Johnny Rotten       | vocalista                                                  | Reino Unido    |             |     |
| 17 de janeiro   | Paul Young          | cantor                                                     | Estados Unidos |             |     |
| 3 de Fevereiro  | Lee Ranaldo         | vocalista e guitarrista                                    | Estados Unidos |             |     |
| 13 de Fevereiro | Peter Hook          | músico                                                     | Reino Unido    |             |     |
| 25 de fevereiro | Simone Saback       | compositora, escritora e jornalista                        | Brasil         |             |     |
| 12 de Março     | Steve Harris        | baixista                                                   | Inglaterra     |             |     |
| 15 de Março     | Oswaldo Montenegro  | cantor                                                     | Brasil         |             |     |
| 28 de Março     | Zizi Possi          | cantora e pianista                                         | Brasil         |             |     |
| 14 de Abril     | Barbara Bonney      | cantora                                                    | Estados Unidos |             |     |
| 30 de Abril     | Jorge Chaminé       | músico                                                     | Portugal       |             |     |
| 6 de Junho      | Kenny G             | músico                                                     | Estados Unidos |             |     |
| 14 de Junho     | King Diamond        | cantor                                                     | Dinamarca      |             |     |
| 15 de julho     | Marky Ramone        | baterista                                                  | Estados Unidos |             |     |
| 15 de julho     | Ian Curtis          | vocalista                                                  | Reino Unido    | m. 1980     |     |
| 20 de Julho     | Paul Cook           | baterista                                                  | Reino Unido    |             |     |
| 9 de Agosto     | Fafá de Belém       | cantora                                                    | Brasil         |             |     |
| 10 de Agosto    | Léo Gandelman       | músico e compositor                                        | Brasil         |             |     |
| 27 de Agosto    | Glen Matlock        | baixista e vocalista                                       | Reino Unido    |             |     |
| 29 de Agosto    | GG Allin            | vocalista                                                  | Estados Unidos | m. 1993     |     |
| 4 de setembro   | Blackie Lawless     | guitarrista e vocalista                                    | Estados Unidos |             |     |
| 12 de setembro  | Roger Rocha Moreira | vocalista                                                  | Brasil         |             |     |
| 14 de setembro  | Fábio Caramuru      | pianista, arranjador e compositor                          | Brasil         |             |     |
| 22 de Setembro  | Debby Boone         | cantora e atriz                                            | Estados Unidos |             |     |
| 30 de Setembro  | Xororó              | cantor                                                     | Brasil         |             |     |
| 25 de Outubro   | Matthias Jabs       | guitarrista do Scorpions                                   | Alemanha       |             |     |
| 14 de Novembro  | Alec John Such      | baixista e membro oficial da banda Bon Jovi de 1984 a 1994 | Estados Unidos |             |     |
| 6 de Dezembro   | Peter Buck          | músico                                                     | Estados Unidos |             |     |
| 6 de Dezembro   | Randy Rhoads        | músico                                                     | Estados Unidos | m. 1982     |     |
| 8 de Dezembro   | Warren Cuccurullo   | músico                                                     | Estados Unidos |             |     |
| 23 de Dezembro  | Dave Murray         | guitarrista                                                | Inglaterra     |             |     |
| 28 de Dezembro  | Nigel Kennedy       | violinista                                                 | Reino Unido    |             |     |
| ?               | Carlos Calado       | jornalista e crítico musical                               | Brasil         |             |     |

## Mortes
| Data           | Nome              | Profissão                          | Nacionalidade  | Observações | Ref |
| -------------- | ----------------- | ---------------------------------- | -------------- | ----------- | --- |
| 5 de Janeiro   | Mistinguett       | cantora e atriz                    | França         | n. 1875     |     |
| 11 de Janeiro  | Augusto Calheiros | cantos e compositor                | Brasil         | n. 1891     |     |
| 27 de Janeiro  | Erich Kleiber     | maestro                            | Austrália      | n. 1890     |     |
| 23 de Junho    | Reinhold Glière   | compositor                         | Rússia         | n. 1875     |     |
| 26 de Junho    | Clifford Brown    | trompetista                        | Estados Unidos | n. 1930     |     |
| 27 de Setembro | Gerald Finzi      | compositor                         | Inglaterra     | n. 1901     |     |
| 5 de Novembro  | Art Tatum         | pianista                           | Estados Unidos | n. 1909     |     |
| 26 de Novembro | Tommy Dorsey      | trombonista, pianista e compositor | Estados Unidos | n. 1905.    |     |

## Premiações
- Festival Eurovisão da Canção 1956